# Traer
Traer is een plaats (city) in de Amerikaanse staat Iowa, en valt bestuurlijk gezien onder Tama County.

## Demografie
Bij de volkstelling in 2000 werd het aantal inwoners vastgesteld op 1594.
In 2006 is het aantal inwoners door het United States Census Bureau geschat op 1581, een daling van 13 (-0,8%).

## Geografie
Volgens het United States Census Bureau beslaat de plaats een oppervlakte van
2,9 km², geheel bestaande uit land. Traer ligt op ongeveer 279 m boven zeeniveau.

## Plaatsen in de nabije omgeving
De onderstaande figuur toont nabijgelegen plaatsen in een straal van 24 km rond Traer.